# Чемпіонат Європи з дзюдо 2023
Чемпіонат Європи з дзюдо 2023 року пройшов у французькому місті Монпельє з 3 по 5 листопада 2023 року.

## Медальний залік
*   Країна-господарка ( Франція)
| Місце               | Країна                           | Золото | Срібло | Бронза | Загалом |
| ------------------- | -------------------------------- | ------ | ------ | ------ | ------- |
| 1                   | Франція (FRA)*                   | 5      | 0      | 4      | 9       |
| 2                   | Азербайджан (AZE)                | 2      | 0      | 0      | 2       |
| 3                   | Допущені нейтральні атлети (ANA) | 1      | 1      | 3      | 5       |
| 4                   | Сербія (SRB)                     | 1      | 1      | 0      | 2       |
| 5                   | Німеччина (GER)                  | 1      | 0      | 2      | 3       |
| 6                   | Молдова (MDA)                    | 1      | 0      | 1      | 2       |
| 6                   | Туреччина (TUR)                  | 1      | 0      | 1      | 2       |
| 8                   | Словенія (SLO)                   | 1      | 0      | 0      | 1       |
| 8                   | Фінляндія (FIN)                  | 1      | 0      | 0      | 1       |
| 10                  | Грузія (GEO)                     | 0      | 4      | 0      | 4       |
| 11                  | Іспанія (ESP)                    | 0      | 2      | 3      | 5       |
| 12                  | Ізраїль (ISR)                    | 0      | 2      | 1      | 3       |
| 13                  | Косово (KOS)                     | 0      | 1      | 3      | 4       |
| 14                  | Італія (ITA)                     | 0      | 1      | 1      | 2       |
| 14                  | Португалія (POR)                 | 0      | 1      | 1      | 2       |
| 14                  | Україна (UKR)                    | 0      | 1      | 1      | 2       |
| 17                  | Нідерланди (NED)                 | 0      | 0      | 3      | 3       |
| 18                  | Велика Британія (GBR)            | 0      | 0      | 1      | 1       |
| 18                  | Польща (POL)                     | 0      | 0      | 1      | 1       |
| 18                  | Угорщина (HUN)                   | 0      | 0      | 1      | 1       |
| 18                  | Хорватія (CRO)                   | 0      | 0      | 1      | 1       |
| Загалом (21 збірна) | Загалом (21 збірна)              | 14     | 14     | 28     | 56      |

## Результати

### Чоловіки
| Вага    | Золото                       | Срібло                     | Бронза                                                                      |
| ------- | ---------------------------- | -------------------------- | --------------------------------------------------------------------------- |
| −60 кг  | Лука Мкхейдзе Франція        | Дільшот Халматов Україна   | Франсіско Гаррігос ІспаніяРомен Валадьє-Пікард Франція                      |
| −66 кг  | Денис Вієру Молдова          | Давід Гарсія Торне Іспанія | Богдан Ядов УкраїнаВаліде Х'яр Франція                                      |
| −73 кг  | Хідаят Гейдаров Азербайджан  | Сальвадор Касес Іспанія    | Петру Пеліван МолдоваАкіль Г'якова Косово                                   |
| −81 кг  | Ведат Албайрак Туреччина     | Тато Грігалашвілі Грузія   | Альфа Умар Джало ФранціяДомінік Рессель Німеччина                           |
| −90 кг  | Неманья Майдов Сербія        | Лаша Бекаурі Грузія        | Крістіан Тот УгорщинаМіхаель Жганк Туреччина                                |
| −100 кг | Зелім Коцоєв Азербайджан     | Ілія Суламанідзе Грузія    | Матвій Каніковський Допущені нейтральні атлетиНіколоз Шеразадішвілі Іспанія |
| +100 кг | Мартті Пуумалайнен Фінляндія | Гурам Тушішвілі Грузія     | Валерій Ендовіцький Допущені нейтральні атлетиЄлле Сніпп Нідерланди         |

### Жінки
| Вага   | Золото                                          | Срібло                                      | Бронза                                                           |
| ------ | ----------------------------------------------- | ------------------------------------------- | ---------------------------------------------------------------- |
| −48 кг | Шірін Буклі Франція                             | Катаріна Коста Португалія                   | Лаура Мартінес ІспаніяСабіна Гілязова Допущені нейтральні атлети |
| −52 кг | Амандін Бюшар Франція                           | Дістрія Краснічі Косово                     | Маша Баллгаус ХорватіяЧелсі Джайлс Велика Британія               |
| −57 кг | Дар'я Курбонмамадова Допущені нейтральні атлети | Маріка Перишич Сербія                       | Нора Г'якова КосовоСара-Леоні Сізік Франція                      |
| −63 кг | Андрея Лешкі Словенія                           | Гілі Шарір Ізраїль                          | Лаура Фазліу КосовоАнжеліка Шиманська Польща                     |
| −70 кг | Марі-Їв Гайє Франція                            | Мадіна Таймазова Допущені нейтральні атлети | Санне ван Дейк НідерландиБарбара Матич Хорватія                  |
| −78 кг | Аліна Боем Німеччина                            | Аліче Белланді Італія                       | Патрісія Сампаю ПортугаліяІнбар Ланір Ізраїль                    |
| +78 кг | Романа Дікко Франція                            | Раз Гершко Ізраїль                          | Маріт Кампс НідерландиАся Товано Італія                          |